# 1964 au Maroc
Chronologie du Maroc
- 1960
- 1961
- 1962
- 1963
- 1964
- 1965
- 1966
- 1967
- 1968

Cet article présente les faits marquants de l'année 1964 au Maroc ou relatifs au Maroc.

## Événements
- 20 février : accord frontalier entre l’Algérie et le Maroc ; une zone démilitarisée de 14 km est créée entre les deux États[1].
- 14 mars : verdict du procès de Rabat au Maroc ; 11 membres de l’UNFP arrêtés en juillet 1963 et accusés de complot contre la sûreté de l’État, sont condamnés à mort, dont 8 par contumace, 35 sont acquittés et les autres condamnés à des peines de prison. Les 19 août, les trois peines de prison sont commuées en prison à vie par le roi [2].
- 17 juin : Accord bilatéral d'échange de main-d'œuvre entre la Belgique et le Maroc. Accord qui organise l'échange de main-d’œuvre et l'immigration entre la Belgique et le Maroc. Il est rendu possible par la convention entre la Belgique et le Maroc relative à l'occupation des travailleurs marocains en Belgique du 17 février 1964, publiée dans le Moniteur belge du 17 juin 1977.
- 10 septembre : création de la Banque africaine de développement[3].
- 28 - 30 avril : charte de l’UAMCE (Union africaine et malgache de coopération économique), élaborée lors de la conférence de Dakar (6-10 mars), est adoptée à Nouakchott[4].
- 17 - 21 juillet : deuxième sommet de l’OUA réuni au Caire[5]. Les États membres s’engagent à respecter les frontières existantes.

## Sports
- Le Championnat d'Afrique masculin de basket-ball 1964 est la deuxième édition du championnat d'Afrique des nations. Elle s'est déroulée du 4 au 8 mars 1964 à Casablanca au Maroc. L'Égypte, alors nommée République arabe unie, remporte son deuxième titre consécutif.
- La Coupe du Maroc de football 1963-1964, également nommée Coupe du Trône est la huitième édition de la compétition.
- La Coupe du Maroc de football 1964-1965, également nommée Coupe du Trône est la neuvième édition de la compétition.
- La saison 1963-1964 des FAR de Rabat est la sixième de l'histoire du club. Elle débute alors que les militaires avaient remporté le championnat de la saison dernière. Le club est par ailleurs engagé en coupe du Trône.
- La saison 1964-1965 des FAR de Rabat est la septième de l'histoire du club. Elle débute alors que les militaires avait remporté le championnat de la saison dernière. Le club est par ailleurs engagé en coupe du Trône.